# Tomasz Kozłowski (poseł)

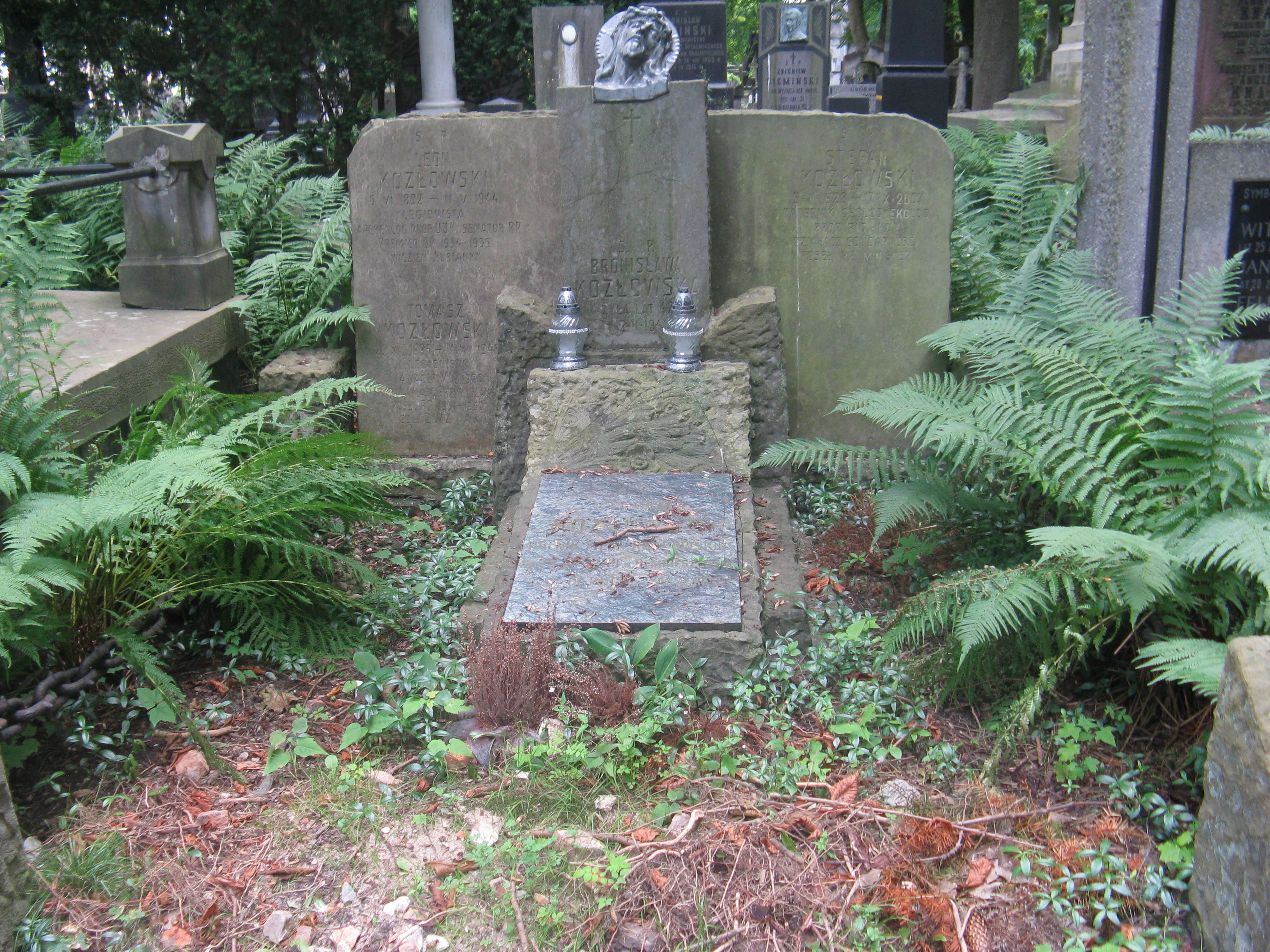
Grób Tomasza Kozłowskiego na cmentarzu Powązkowskim

Tomasz Stefan Kozłowski (ur. 23 grudnia 1895 w Przybysławicach, zm. 14 lipca 1946 w Mielnie) – polski ziemianin, rolnik, działacz społeczny, poseł na Sejm III (1930–1935) i IV (1935–1938) kadencji w II Rzeczypospolitej, członek Rady Głównej  Centralnego Towarzystwa Organizacji i Kółek Rolniczych od 1934 roku, prezes Wojewódzkiego Towarzystwa Organizacji i Kółek Rolniczych w Kielcach, kawaler Orderu Virtuti Militari.

## Życiorys
Urodził się w rodzinie Stefana, ziemianina, działacza ludowego i Marii ze Strasburgerów. Był bratem:
- Leona (1892–1944) – archeologa, polityka, premiera rządu w latach 1934–1935,
- Zofii Kozłowska,
- Anieli (1898–1981) – botanika, geobotanika, paleobotanika, fitopatolga, wirusolog,
- Jana Kantego (1900–?)
- Marii Anieli Salomei (1902–1979)[2][3][4].

Tomasz uczył się w prywatnych gimnazjach w Kielcach, Lublinie i Warszawie (m.in. w Średniej Szkole Realnej E. Rontalera w Warszawie), studiował z przerwami na Kursach Przemysłowo-Rolniczych (później w przemianowanych na Wyższą Szkołę Rolniczą, a jeszcze później na SGGW w Warszawie).
Będąc uczniem gimnazjum brał udział w tajnych organizacjach samokształceniowych, m.in. w Organizacji Postępowo-Niepodległościowej Szkół Średnich w Warszawie. W czasie studiów działał w ZWC (w latach 1912–1914). W sierpniu 1914 roku zgłosił się do I Brygady Legionów Polskich, walczył w 1 pułku ułanów Legionów Polskich. Od 5 lutego do 31 marca 1917 roku był słuchaczem kawaleryjskiego kursu oficerskiego przy 1 pułku ułanów w Ostrołęce. Kurs ukończył z wynikiem dobrym. Posiadał wówczas stopień kaprala. Po kryzysie przysięgowym w 1917 roku został internowany w Szczypiornie, skąd zbiegł i wstąpił do POW. W czasie manifestacji przeciw traktatowi brzeskiemu w lutym 1918 roku w Warszawie został ranny. Na wiosnę 1918 roku był więziony za agitację na Chełmszczyźnie. W czasie wojny polsko-bolszewickiej walczył w stopniu podporucznika w 11 pułku ułanów. W 1921 roku został przeniesiony do rezerwy. 8 stycznia 1924 został zatwierdzony w stopniu podporucznika ze starszeństwem z 1 czerwca 1919 i 69. lokatą w korpusie oficerów rezerwy kawalerii. Posiadał przydział w rezerwie do 11 puł w Ciechanowie.
W dwudziestoleciu międzywojennym prowadził rodzinny majątek Przybysławice. 
Pełnił szereg funkcji społecznych, był m.in.: prezesem Okręgowego Towarzystwa Rolniczego w Miechowie i Izby Rolniczej w Kielcach (w okresie 1933–1939), wiceprezesem Rady Towarzystw Rolniczych województwa kieleckiego, prezesem wojewódzkiego zrzeszenia producentów mleka, wiceprezesem (od 1929 roku) i prezesem (od 1931 roku) Wojewódzkiego TOKR. Przez kilka lat kierował organizacją kielecką BBWR, był przeciwnikiem OZN. 
W wyborach parlamentarnych w 1930 roku został zastępcą posła na Sejm III kadencji (1930–1935) startując z listy państwowej nr 1 (BBWR). Po zrzeczeniu się mandatów przez poprzedników, Adama Alojzego Krzyżanowskiego  lub Zdzisława Lechnickiego został posłem, składając przyrzeczenie 13 lutego 1931 roku. W kadencji tej należał do klubu BBWR, z którego z czasem wystąpił.
23 maja 1934 roku został wybrany przewodniczącym międzyministerialnej komisji ds finansowo-rolnych.
W wyborach parlamentarnych w 1935 roku został wybrany posłem na Sejm IV kadencji (1935–1938) 14 636 głosami z okręgu nr 26, obejmującego powiaty: zawierciański i olkuski. W kadencji tej należał do Grupy Polskiej Posłów i Senatorów województw południowo-wschodnich. Pracował w komisjach: budżetowej (której był przewodniczącym) i rolnej. W Sejmie IV kadencji w lipcu 1938 roku został wybrany do specjalnej komisji do spraw cen artykułów rolnych.
W czasie okupacji był członkiem ZWZ-AK, w 1940 roku był współzałożycielem „Unii” organizującej pomoc dla głodujących pisarzy i literatów, w 1941 roku był organizatorem Towarzystwa Wydawniczego, gromadzącego rękopisy polskich autorów. Był poszukiwany przez Gestapo od maja 1943 roku, ukrywał się, nie przerywając działalności konspiracyjnej. Po wojnie od maja 1945 roku pracował jako administrator majątków państwowych w Urzędzie Ziemskim Dolnego Śląska, od lutego 1946 był organizatorem i dyrektorem okręgu Państwowych Nieruchomości Ziemskich w Koszalinie.
Zginął ratując tonącą dziewczynę. Został pochowany na cmentarzu Powązkowskim w Warszawie (kwatera 33-6-23,24).
Tomasz Kozłowski był żonaty z Jadwigą Postępską, córką Stanisława, z którą miał trzech synów:
- Stefana (1928–2007) – taternika, geologa, ekologa, nauczyciela akademickiego i polityka, posła na Sejm PRL X kadencji, ministra ochrony środowiska w rządzie Jana Olszewskiego,
- Krzysztofa (1931-2013) – dziennikarza, filozofa, ministra spraw wewnętrznych i szefa Urzędu Ochrony Państwa, senatora,
- Tomasza.

## Ordery i odznaczenia
- Krzyż Srebrny Orderu Wojskowego Virtuti Militari nr 5428 – 17 maja 1922[11][12]
- Krzyż Niepodległości (24 października 1931)[13]
- Krzyż Oficerski Orderu Odrodzenia Polski (27 listopada 1929)[14]
- Krzyż Walecznych
- Złoty Krzyż Zasługi (dwukrotnie[2]: po raz pierwszy 8 lipca 1929[15])
- Krzyż KomandorskI Orderu Zasługi Republiki Węgierskiej[3]